# Bernard Renau d’Elicagaray
Bernard Renau d’Elicagaray (* 2. Februar 1652 in Armendarits (alt: Armandaritz; im französischen Département Pyrénées-Atlantiques); † 30. September 1719 in Pougues-les-Eaux) war ein französischer Schiffbauingenieur und Marineoffizier, zuletzt im Range eines Lieutenant-général.
Er soll 1682 die erste Bombarde (französisch Galiote à bombe) auf der Basis der niederländischen Galiot entworfen und gebaut haben.
Über die Technik der Steuerung eines Segelschiffes setzte er sich nach Erscheinen seines Werks mit Christiaan Huygens öffentlich auseinander.
1699 wurde er von König Ludwig XIV. zum Ehrenmitglied der Académie royale des sciences ernannt.

## Werke
- De la theorie de la manoeuvre; 1689 anonym erschienen